# 22
Glej tudi: število 22
22 (XXII) je bilo navadno leto, ki se je po julijanskem koledarju začelo na četrtek.

## Dogodki
- začetek dinastije Han na Kitajskem.